# Oliveira (Arcos de Valdevez)
Oliveira es una freguesia portuguesa del concelho de Arcos de Valdevez, con 4,11 km² de superficie y 369 habitantes (2001). Su densidad de población es de 89,8 hab/km².